# Fábio Silva
Fábio Daniel Soares Silva (sinh ngày 19 tháng 7 năm 2002) là một cầu thủ bóng đá chuyên nghiệp người Bồ Đào Nha hiện đang chơi ở vị trí tiền đạo cho câu lạc bộ Anderlecht theo dạng cho mượn từ Wolverhampton Wanderers.
Silva có trận debut chuyên nghiệp trong màu áo Porto vào tháng 8 năm 2019, và tạo nên một số kỉ lục mới ở Porto.

## Đời sống cá nhân
Cha của Silva, ông Jorge từng là một tiền vệ phòng ngự chơi bóng cho Boavista F.C. và cũng đã vô địch giải vô địch quốc gia Bồ Đào Nha vào năm 2001, ông cũng từng có 2 lần ra sân trong màu áo tuyển quốc gia, anh trai lớn của Fabio, cũng tên là Jorge đã từng chơi cho S.S. Lazio.